# PJ・スティーンカンプ
PJ・スティーンカンプ（PJ Steenkamp、1998年1月3日 - ）は、南アフリカ共和国出身のラグビーユニオン選手。本名は『Peter-John Steenkamp』。

## 略歴
南アフリカベルビル出身。U20南アフリカ代表に選ばれたことがある。
ゴールデン・ライオンズ、ライオンズを経る。
2023年、東芝ブレイブルーパス東京に加入。日本国内での初出場は2024年1月14日、ジャパンラグビーリーグワン2023-24シーズン第5節三重ホンダヒート戦（秩父宮ラグビー場）にて先発出場し、その試合でトライも記録した。。
2025年6月、東芝ブレイブルーパス東京を退団。